# Eosaulostomus excisus
Eosaulostomus excisus är en skalbaggsart som beskrevs av Phillip B. Carne 1956. Eosaulostomus excisus ingår i släktet Eosaulostomus och familjen Rutelidae. Inga underarter finns listade i Catalogue of Life.